# Décès en 868
Décès
- 864
- 865
- 866
- 867
- 868
- 869
- 870
- 871
- 872

Cette page dresse une liste de personnalités mortes au cours de l'année 868 :
- 1er juillet : Ali al-Hadi, dixième imam chiite duodécimain et alaouite.
- 29 septembre : Thietgaud de Trèves, archevêque de Trèves.
- Arsène, évêque d'Orte.
- Bugha al-Sharabi (ca), général turc, pendant un temps le maître de l’empire abbasside[1].
- Conwoïon, fondateur de l'abbaye Saint-Sauveur de Redon.
- Tomo no Yoshio, dainagon (conseiller d'État) du Japon ancien.

date incertaine (vers 868)
- Gottschalk d'Orbais, théologien et poète  franc.

## Crédit d'auteurs
- Cet article est partiellement ou en totalité issu de l'article intitulé « 868 » (voir la liste des auteurs).